# Eoarchaikum
Az eoarchaikum a 4000 millió évvel ezelőtt kezdődött földtörténeti idő, ami 3600 millió évvel ezelőttig tartott. (A kezdeteként megadott időpontot a Nemzetközi Rétegtani Bizottság hivatalosan is elfogadja.) Ez az idő az archaikum eon első ideje, ez követi a Hadaikum eont. Az eoarchaikumot követő idő a paleoarchaikum.
Neve a görög eos (hajnal) és archaios (kezdeti) szavakból származik.
Az eoarchaikum idején alakult ki az első szuperkontinens, a Vaalbara.